# José María González García
José María González García, (Múrcia, 1950) és un filòsof, sociòleg, escriptor i assagista espanyol.

## Biografia
Nascut a Múrcia d'una família d'origen lleonès, sent encara un bebè va passar a Argentina, on el seu pare va estar treballant com a professor en la Universitat de Mendoza. Va tornar pocs anys després a Espanya i més tard es va doctorar en Filosofia i es va llicenciar en Ciències Polítiques i Sociologia. Ha estat professor en la facultat de Ciències Polítiques i Sociologia i en la de Filosofia de la Universitat Complutense de Madrid. És professor de Recerca en el Consell Superior d'Investigacions Científiques, de que el seu Institut de Filosofia va ser director entre 1998 i 2006. Ha treballat en els camps de la Sociologia del coneixement, Teoria Sociològica i la Filosofia Política, prestant especial interès a l'obra de Max Weber, i en l'actualitat treballa en la Universitat de Cambridge.
Ha estat professor visitant a les universitats de Konstanz i Frei Universitat de Berlín i Hamburg, les colombianes d'Antioquía, la Nacional de Bogotà, la de Buenos Aires i l'Autònoma de Mèxic, entre d'altres. És Life Member del Clare Hall de la Universitat de Cambridge
En 2007 va obtenir el Premi Nacional d'Assaig d'Espanya per la seva obra La diosa Fortuna (2006), on analitza l'evolució del concepte de la deessa Fortuna i la seva representació; la política als segles xvi i xvii es definia com la manera de domesticar la fortuna, de fer que les circumstàncies treballessin al seu favor i no en contra seva; en el XVIII i el XIX, la Fortuna va passar a segon pla en honor de la raó, o del progrés "deixant poc espai per a l'atzar i la sort". En el XX, la Fortuna reapareix amb altres vestidures en la caricatura política, en l'art, i amb l'esclat de la Primera Guerra Mundial ressorgeix amb força i es pren consciència que nostra vida està en mans de l'atzar, "de vegades molt més que en mans de la raó", com es dedueix a través dels escrits de supervivents com Primo Levi, Jorge Semprún o Imre Kertész. En la segona part del llibre estudia tot el relacionat amb els conceptes de la sort, el destí, el risc i l'atzar, i el que simbolitza la deessa Fortuna al llarg del temps en relació amb la filosofia política, la literatura i l'art, entorn de la filosofia política basada en la teoria de la Justícia que contraposa Justícia i Fortuna (la Justícia és la que equilibra enfront de l'atzar), estudiada per Elster i Rawls.
En relació amb l'anomenada societat del risc, l'autor analitza també la teoria sociològica que estudia la incertesa i l'obra d'Ulrich Beck.

## Obres
- La sociología del conocimiento, hoy. Madrid, Espejo, 1979.
- La máquina burocrática. Afinidades electivas entre Max Weber y Kafka. Madrid, Visor, 1989
- Las huellas de Fausto. La herencia de Goethe en la sociología de Max Weber, Madrid, Tecnos, 1992. ISBN 84-309-2249-0
- Con Lamo de Espinosa, E. y Torres Albero, C., La sociología del conocimiento y de la ciencia, Madrid, Alianza, 1994. ISBN 84-206-8147-4
- Metáforas del poder, Madrid, Alianza Editorial, 1998. ISBN 84-206-7918-6
- La diosa Fortuna. Metamorfosis de una metáfora política, (Antonio Machado, 2006).